# Sowjetische Badmintonmeisterschaft 1984
Die Sowjetische Badmintonmeisterschaft 1984 fand vom 27. bis zum 30. September 1984 in Minsk statt.

## Die Sieger und Platzierten
| Disziplin    | Gold                               | Silber                           | Bronze                             |
| ------------ | ---------------------------------- | -------------------------------- | ---------------------------------- |
| Herreneinzel | Vitaliy Shmakov                    | Anatoli Skripko                  | Andrei Antropow                    |
| Dameneinzel  | Svetlana Belyasova                 | Vlada Belyutina                  | Ludmila Okuneva                    |
| Herrendoppel | Vitaliy Shmakov Anatoli Skripko    | Andrei Antropow David Kaviladze  | Nikolay Afanasyev Sergey Sevryukov |
| Damendoppel  | Vlada Belyutina Svetlana Belyasova | Viktoria Pron Tatyana Litvinenko | Elena Rybkina Ludmila Galyamova    |
| Mixed        | Vitaliy Shmakov Svetlana Belyasova | Radiy Bilalov Tatyana Litvinenko | Viktor Samarin Viktoria Pron       |